# 向以丞
向 以丞（ヒョン・イーロン、1986年8月23日 - ）は台湾の女優。本名は萬 瑋喬。愛称は「失控妹」。安以軒の従姉である。2011年に芸能界入り。

## 主な出演作品
※ 邦題は括弧内に記した。

### テレビドラマ
- 智勝鮮師（2012年）徐紫庭 役
- 我租了一個情人（2012年）方詠心 役
- 盛女的逆襲（2014年）芳芳 役
- 金釵諜影（2014年）棒槌 役

### 映画
- 寫下你的快樂（2012年）